# 1997 GO24
1997 GO24  är en trojansk asteroid i Jupiters lagrangepunkt L5. Den upptäcktes 7 april 1997 av LINEAR i Socorro County, New Mexico.
Asteroiden har en diameter på ungefär 31 kilometer.